# Bartolomé Masó
Bartolomé Masó – miasto na Kubie, w prowincji Granma. W 2004 r. miasto to zamieszkiwało 53 024 osób.